# Segway

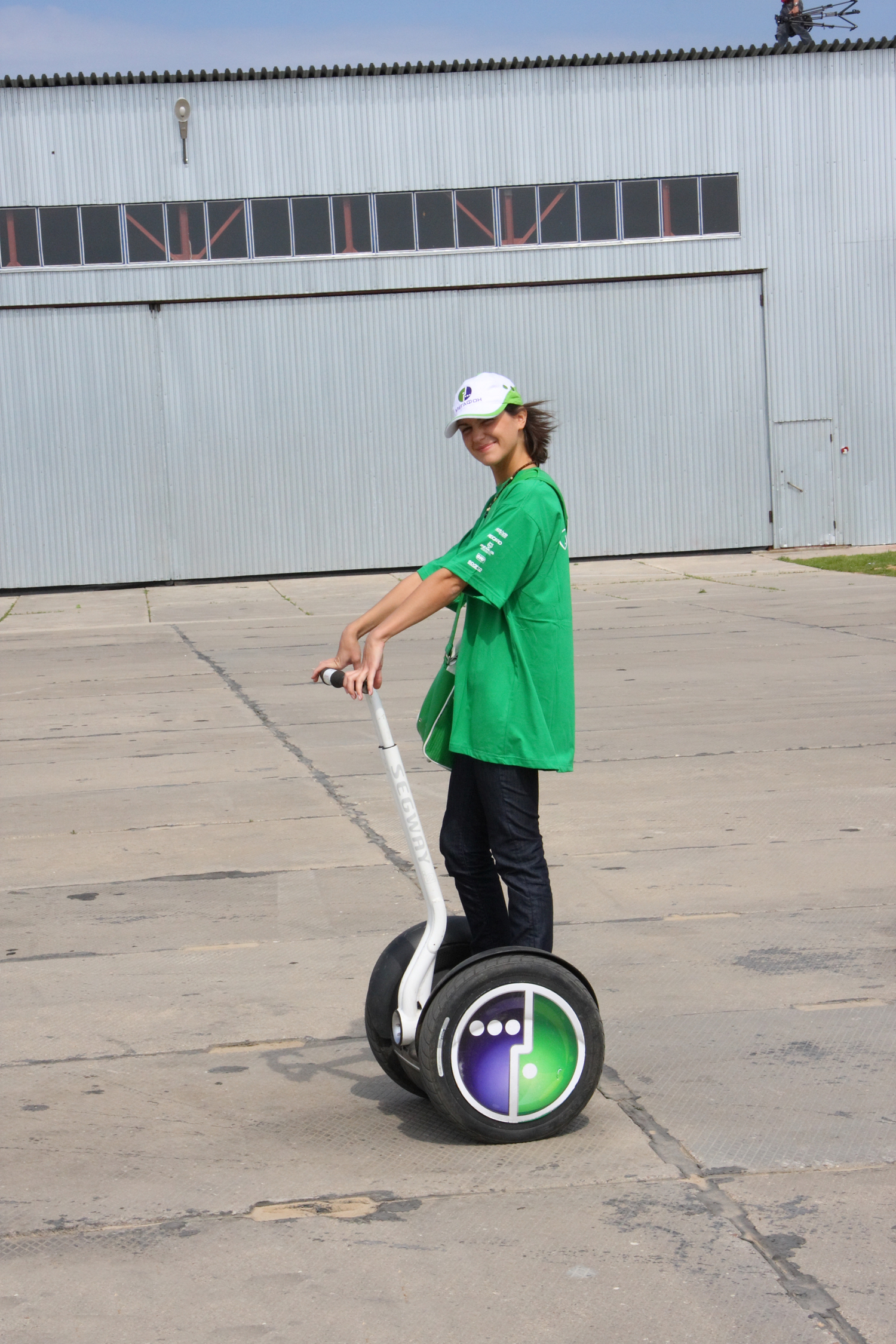
Segway használat közben

A Segway (ejtsd: szegvéj) egy önegyensúlyozó, két kerekű, elektromos meghajtású eszköz az ember helyváltoztatásának elősegítésére. A „Segway” a Segway, Inc. cég bejegyzett védjegye.
A készüléket Dean Kamen amerikai mérnök találta fel és eredetileg New Hampshire-ben gyártották, az USA-ban. 
A 2011-ben megjelent termék neve Segway HT („Human Transporter”, emberszállító) melyet később Segway PT („Personal Transporter”, személyi szállító) néven forgalmaztak.
A céget 2015 áprilisában megvásárolta a kínai Ninebot, aki a Segway Inc. közlekedési robotokkal foglalkozó konkurrense volt. 2020-ban bejelentették, hogy nem gyártanak több Segway PT-t.

## A termék kifejlesztése
A fejlesztés során a Segway kódneve eredetileg Ginger illetve IT volt. A Ginger név Ginger Rogers-től, Fred Astaire gyakori filmbeli partnerét idézi, mivel a fejlesztő mérnökök a Dean Kamen által megalkotott első giroszkópos, számítógépvezérelt eszközt, az iBOT kerekesszéket eredetileg Fred Upstairs-nek keresztelték, mivel fel tudott menni a lépcsőkön (upstairs) is.
A Segway megjelenését nagy várakozás, merész beharangozások előzték meg. Első bemutatója végül 2001. december 3-án volt New York-ban.

## Története

### Cégtörténet
A Segway PT-t, amelyet a fejlesztés és a kezdeti forgalmazás során Segway HT-ként hívtak, az önegyensúlyozó iBOT kerekesszékből fejlesztették ki, amelyet kezdetben a Plymouthi Egyetemen fejlesztettek ki a BAE Systems és a Sumitomo Precision Products közreműködésével. 1994-ben nyújtották be az eszközre az első szabadalmi igényt, amit 1997-ben hagytak jóvá, majd továbbiak következtek, köztük egy 1999 júniusában benyújtott és 2001 októberében megadott szabadalom.
A bemutatását megelőzően a Segway PT feltalálásáról, fejlesztéséről és finanszírozásáról szóló könyvjavaslatról szóló híradás spekulációkhoz vezetett az eszközzel és annak jelentőségével kapcsolatban. John Doerr azt találgatta, hogy jelentősebb lenne, mint az internet. A South Park egy epizódot szentelt a termék megjelenése előtti hype kigúnyolásának. Steve Jobsot idézték, aki azt mondta, hogy ez „olyan nagy dolog, mint a PC” (később negatív véleményt nyilvánított, mondván, hogy „szar”, feltehetően a „dizájnra” utalva - de utalt a (feltehetően magas) árra is, megkérdezve: „Biztos, hogy van piacotok az előkelő fogyasztók közlekedésére?”). A készüléket 2001. december 3-án, hónapokig tartó nyilvános találgatások után, a New York-i Bryant Parkban, az ABC News reggeli Good Morning America című műsorában mutatták be, az első példányokat pedig 2002 elején szállították ki a vásárlóknak.
Az eredeti Segway PT modellek három sebességfokozattal rendelkeztek: 6 mérföld/óra (9,7 km/h), 8 mérföld/óra (13 km/h) gyorsabb kanyarodással és 10 mérföld/óra (16 km/h). A korai változatok kormányzását egy csavarkulccsal vezérelték, amely a két motor sebességét változtatta. A p-sorozat hatótávolsága 6-10 mérföld (9,7-16,1 km) volt egy teljesen feltöltött nikkel-fémhidrid (NiMH) akkumulátorral, amelynek feltöltési ideje négy-hat óra volt. 2003 szeptemberében a Segway PT-t visszahívták, mert ha a felhasználók figyelmen kívül hagyták a PT-k ismételt alacsony akkumulátor-elfogyásra figyelmeztető jelzéseit, az végső soron eséshez vezethetett.
2006 augusztusában a Segway Inc. megszüntette az összes korábbi modellt, és bevezette az i2 és x2 termékeket, amelyeket a kormány jobbra vagy balra dőlésével irányítottak, maximális sebességük 20,1 km/óra volt egy pár két lóerős (1,5 kW) Brushless DC elektromos motorral, regeneratív fékezéssel és 24-40 km hatótávolsággal, a tereptől, a vezetési stílustól és az akkumulátorok állapotától függően. A feltöltés nyolc-tíz órát vett igénybe. Az i2 és x2 bevezette a vezeték nélküli InfoKey-t is, amely a megtett kilométereket és a kilométeróra állását is megmutatta, valamint szükség esetén biztonsági üzemmódba helyezte a járművet – ez blokkolta a kerekeket és riasztást adott ki, ha elmozdult –, illetve akár 4,5 méterről is be lehetett kapcsolni a PT-t.
A Segway Inc.-et 2009 decemberében Jimi Heselden brit üzletember vásárolta meg az amerikai feltalálótól, Dean Kamentől. Egy évvel később Heselden meghalt, miután „a Wharfe folyóba zuhant, miközben a Segway PT robusztus vidéki változatát vezette”.
A termék 2011 előtti változatai a következők voltak (a megjelenés sorrendjében):
- Segway i167 (2001-ben mutatták be, 2002-ben szállították)
- Segway e167: mint az i167, elektromos állvánnyal kiegészítve.
- Segway p133: kisebb platform és kerekek, valamint az i és e sorozatnál kisebb teljesítményű motorok, a p-sorozatban 16 km/h (10 mérföld/óra) végsebességgel.
- Segway i180: lítium-ion akkumulátorokkal.
- Segway XT: az első, kifejezetten szabadidős célokra tervezett Segway.
- Segway i2 (2006): az első közúti Segway PT LeanSteerrel.
- Segway x2 (2006): az első terepjáró Segway PT LeanSteerrel.

2014 márciusában a Segway Inc. bejelentette a harmadik generációs konstrukciókat, köztük az i2 SE és x2 SE sport, új LeanSteer vázzal és powerbase kialakítású, integrált világítással.

### A Ninebot leányvállalata
A Ninebot, egy pekingi székhelyű közlekedési robotikai startup és a Segway Inc. riválisa, 2015 áprilisában vásárolta fel a Segway Inc. vállalatot, miután 80 millió dollárt gyűjtött a Xiaomi és a Sequoia Capital vállalatoktól. A felvásárlásra hónapokkal azután került sor, hogy az Egyesült Államok Nemzetközi Kereskedelmi Bizottsága beleegyezett a Segway Inc. azon állításának kivizsgálásába, hogy a Ninebot és más vállalatok megsértették a szabadalmait és szerzői jogait. A Segway Inc. kérte a konkurens robogók Amerikai Egyesült Államokba történő behozatalának tiltását.
2016 júniusában a Segway Inc. piacra dobta a Segway miniPRO-t, egy kisebb méretű önegyensúlyozó robogót.

### A gyártás vége
A termék életében mindössze 140 000 darabot adtak el, és a későbbi években a Segway PT a vállalat teljes nyereségének mindössze 1,5%-át tette ki. A gyártás befejezéséhez hozzájárult többek között az ár ($5000 a bevezetéskor), valamint a Segway PT-n való egyensúlyozás elsajátításához szükséges tanulási folyamat, amely Usain Bolt, George W. Bush, Ellen DeGeneres, Ian Healy és a Segway Inc. korábbi tulajdonosa, Jimi Heselden baleseteihez vezetett. Míg a Segway Inc. továbbra is népszerű maradt a biztonsági tevékenységű cégeknél és a turizmus területén, addig az elektromos robogók inkább a személyes mobilitás terén váltak népszerűvé.
2022 februárjában a Segway belépett az UTV (Utility Terrain Vehicle) piacára.

## Technológia

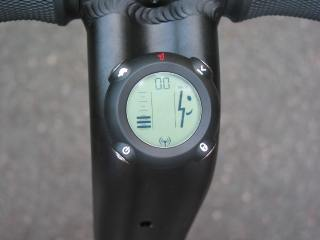
A Segway levehető InfoKey-kulcsa

Bekapcsolt állapotban a segwayt a kerekek közötti alvázban elhelyezett elektromos motorok tartják függőleges helyzetben és egyensúlyban. Az egyensúly megtartását és az irányítást a motorokon keresztül két beépített számítógép végzi, amelyek giroszkópok és egyéb érzékelők segítségével másodpercenként több mint százszor korrigálják a pozíciót. A felhasználó az eszközt a testsúlyának előre-, illetve hátrahelyezésével, valamint a kormány jobbra illetve balra döntésével irányítja.
Az eszköz két elektromos motorja révén 20 km/h maximális sebesség elérésére képes.

## Felhasználása

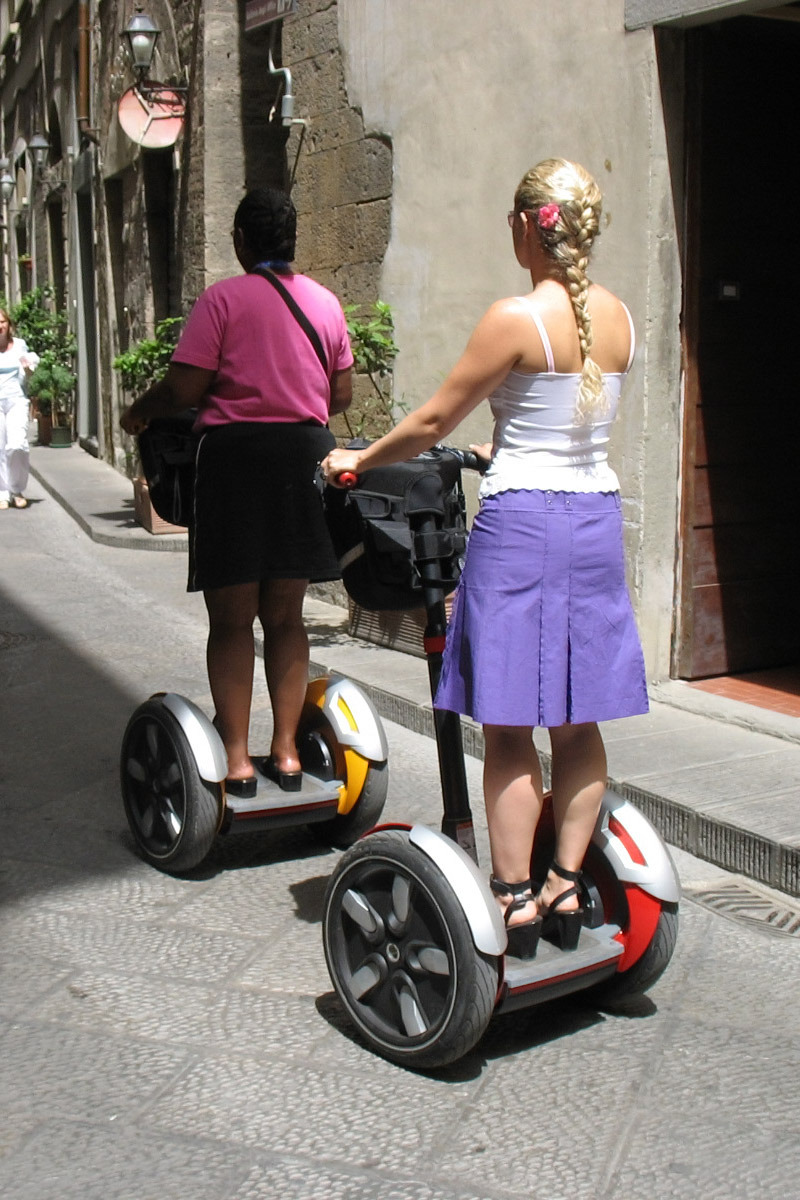
Turisták Segway-es városnéző körúton

A Segway nagyon sokféle célra lehet használni, mind különféle munkákhoz, mind a közlekedésben, a mozgássérültek mobilitásának növelésében, mind a turizmusban. Egyre több helyen használják rendőrök és biztonsági őrök járőrözéshez, nagyobb területű kiállítási-, rendezvény- és szórakoztató parkokban, és mind több városban jelennek meg az idegenvezetett Segway-es városnéző túrák is turisták számára.

## Használatának jogi szabályozása

### Amerika
Kanadában és az Amerikai Egyesült Államokban a Segway-re vonatkozó szabályozás államonként változó: általánosságban megengedett a használat mind közúti közlekedésben, mind gyalogosok által használt járdákon és sétautakon, de helyi önkormányzatok bizonyos területeken egyes esetekben korlátozzák a használatot.

### Ázsia
Japánban a Segway-t az elektromos motorok teljesítménye alapján motorkerékpárnak minősítették és az ennek megfelelő szabályok vonatkoznak a használatára.
Kínában a rendőrség használ Segway-t és ahhoz hasonló, saját fejlesztésű eszközöket járőrözésre.

### Izrael
Izraelben a Segway nem számít járműnek és minden, gyalogosok által használt területen használható, valamint azokon az utakon is, amelyek esetében a járda hiányzik, vagy nem használható biztonságos haladásra. A Segway használata 16 éves kortól engedélyezett.

### Európa

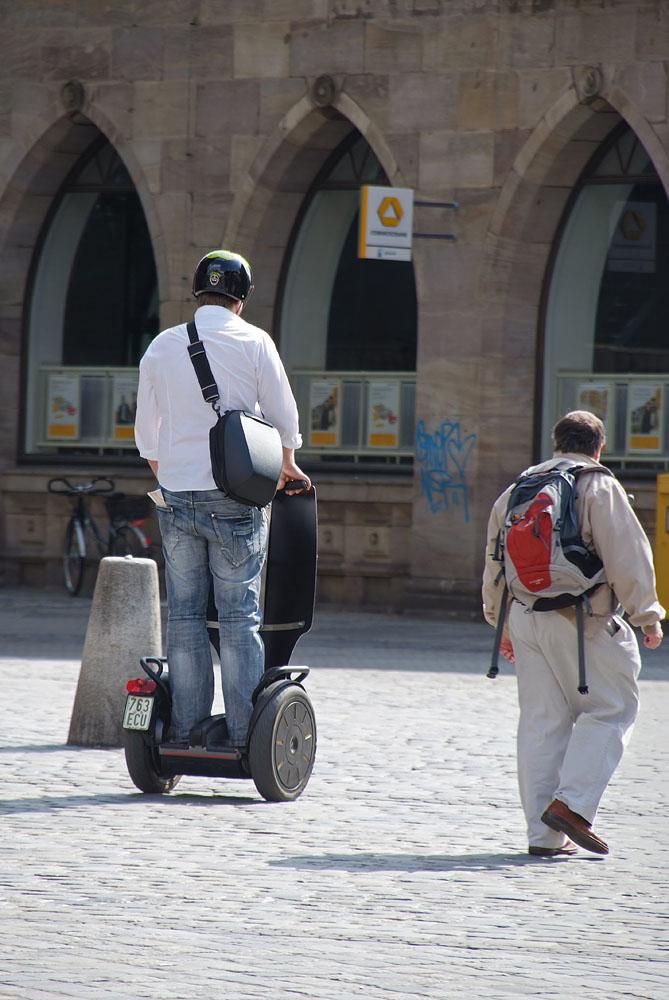
Segway Németországban hátsó helyzetjelző lámpával és rendszámmal felszerelve.

Európában a Segway még nem igazán terjedt el, mint egyéni közlekedési eszköz, de egyre több helyen jelennek meg olyan, városnéző túrák, ahol a turisták Segway termékeket használnak közlekedésre. A legtöbb országban a Segway nem számít járműnek, így használója gyalogosnak minősül, s e szerint veheti igénybe a különböző közterületeket. Egyes országokban azonban járműnek tekintik a Segway-t: itt rendszámmal kell őket felszerelni és használatuk jogosítványhoz, illetve felelősségbiztosításhoz kötött.

### Magyarország
Magyarországon a Központi Közlekedési Felügyelet állásfoglalása[forrás?] szerint a Segway nem minősül járműnek, használója gyalogosnak tekintendő, így a Segway használható járdán, sétálóutcában, parkok sétaútjain vagy magánterületen, de kerékpárúton vagy közúton csak ezek hiányában.
Néhány önkormányzat - több mikromobil járművel együtt - a Segway használatát is korlátozza.
- Balatonfüred[2]
- Budapest 01. Budavári kerület[3]
- Budapest 05. Belváros-Lipótváros kerület[4]
- Tihany[5]

## Külső hivatkozások
- http://segwayhungary.com/ Archiválva 2017. május 4-i dátummal a Wayback Machine-ben
- Segway túrázási lehetőségek
- Gordon Bell amerikai informatikus egy Segway-en